# Caboverdeletus euphorbiae
Caboverdeletus euphorbiae is een keversoort uit de familie Rhynchitidae. De wetenschappelijke naam van de soort is voor het eerst geldig gepubliceerd in 1867 door Wollaston.